# زید الخیر

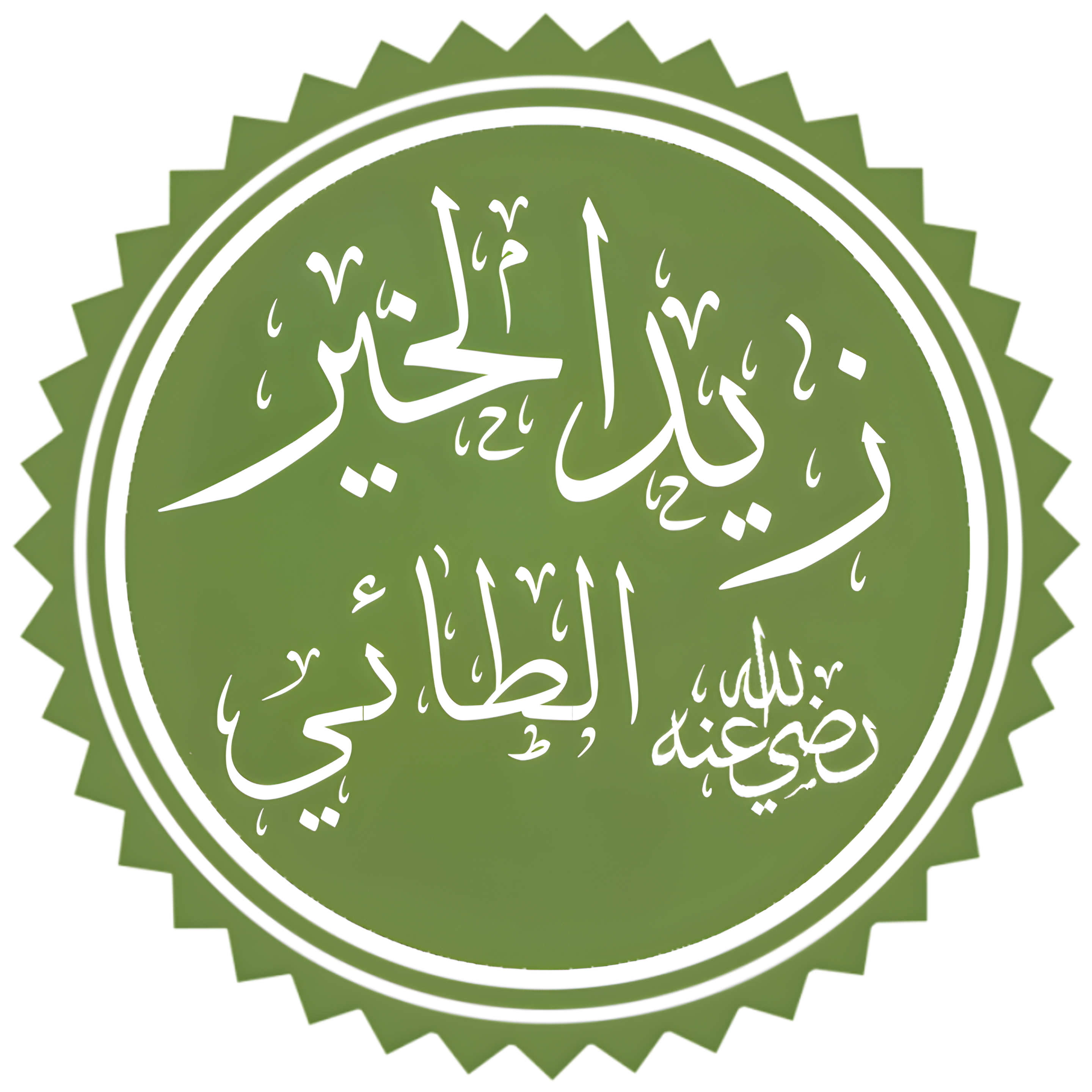
قاب خوشنویسی ثلث از صحابی بزرگوار زید الخیر الطائی

زَیْد اَلْخَیْر از شاعران عرب و صحابه پبامبر اسلام از قبیله طیء در نجد بود. زید همان افراد قبیله طیء پیش از مسلمان شدن مسیحی بود. پیش از مسلمان شدن وی به زَیْد اَلْخَیْل مشهور بود اما پس از مسلمان شدن محمد بن عبدالله او را زَیْد اَلْخَیْر نامید و گفت:
هیچ مردی را از عرب برای من توصیف نکردند جز آنکه وقتی از نزدیک او را دیدم پایین‌تر بود از آنچه درباره‌اش گفته بودند مگر «زید» که او را بالاتر از آنچه شنیده بودم دیدم.
زید در سال نهم هجری به همراه گروهی بزرگ از قبیله طیء به یثرب آمد و خود و قبیله اش مسلمان شدند.
زید در جنگ‌های رده همراه با خالد بن ولید بود و در این جنگ کشته شد و از نگاه مسلمانان شهید شمرده می‌شود.